# Lauren Davis
Lauren Davis (* 9. Oktober 1993 in Gates Mills, Ohio) ist eine US-amerikanische Tennisspielerin.

## Karriere
Davis, die im Alter von neun Jahren mit dem Tennissport begann, war eine exzellente Juniorin. 2009 erreichte sie das Viertelfinale bei der Juniorinnenkonkurrenz der US Open; im Jahr darauf gewann sie den renommierten Orange Bowl und stieg bis auf Platz drei der Junioren-Tennisweltrangliste.
Parallel dazu sammelte Davis Erfahrung auf dem ITF Women’s Circuit und gewann 2010 ihre ersten beiden Profititel. Im gleichen Jahr gab sie dank einer Wildcard vom Veranstalter ihr Debüt auf der WTA Tour in der Qualifikation von Miami, verlor dort jedoch in der ersten Runde, ehe sie im Anschluss ihren ersten ITF-Titel der $25.000-Kategorie gewann. 2011 durfte Davis, wiederum mit einer Wildcard ausgestattet, bei den Australian Open erstmals im Hauptfeld eines Grand-Slam-Turniers an den Start gehen, wo sie zum Auftakt an Samantha Stosur scheiterte. Auch für Indian Wells erhielt sie eine Wildcard, doch erneut schied sie in der ersten Runde in glatten Sätzen aus, ebenso bei den US Open 2011.
Nachdem sie 2012 einen weiteren ITF-Titel der $25.000-Kategorie gewonnen hatte, gelang ihr in Indian Wells gegen Petra Martić ihr erster Erfolg in der Hauptrunde eines WTA-Turniers. Bei den French Open erspielte sie sich im Anschluss erstmals über die Qualifikation einen Platz im Hauptfeld und landete gegen Mona Barthel sogleich ihren ersten Sieg in der Endrunde eines Grand-Slam-Turniers, bevor sie sich in Runde zwei ihrer Landsfrau Christina McHale geschlagen geben musste. Durch den Einzug in ihr erstes WTA-Viertelfinale in Québec sowie den Gewinn ihres bis dahin größten Titels in Las Vegas ($50.000) schloss Davis die Saison 2012 erstmals in den Top 100 der Weltrangliste ab. Im Jahr darauf triumphierte sie beim $100.000-Turnier in Midland und erreichte als Lucky Loser in Indian Wells durch einen Sieg über Madison Keys erstmals die dritte Runde. Obwohl sie bei allen vier Grand-Slam-Starts gleich zum Auftakt scheiterte, rückte sie im Ranking weiter nach vorne.
2014 kam Davis in Melbourne erstmals in die dritte Runde eines Grand-Slam-Turniers, in der sie gegen Eugenie Bouchard verlor. In Indian Wels errang sie gegen Wiktoryja Asaranka ihren ersten Sieg gegen eine Top-10-Spielerin und kam anschließend bis ins Achtelfinale, wo sie gegen Casey Dellacqua krankheitsbedingt aufgeben musste. Nachdem sie in Eastbourne als Qualifikantin das Viertelfinale erreicht hatte und in Wimbledon ebenfalls in die dritte Runde vorgestoßen war, gelang Davis erstmals der Sprung in die Top 50. Im Jahr darauf erzielte sie gleich zu Saisonbeginn in Auckland ihr erstes Halbfinale auf der WTA Tour, in Charleston konnte sie gegen Eugenie Bouchard ihren zweiten Karriereerfolg über eine Top-10-Spielerin feiern, ehe sie im Viertelfinale Madison Keys unterlag.

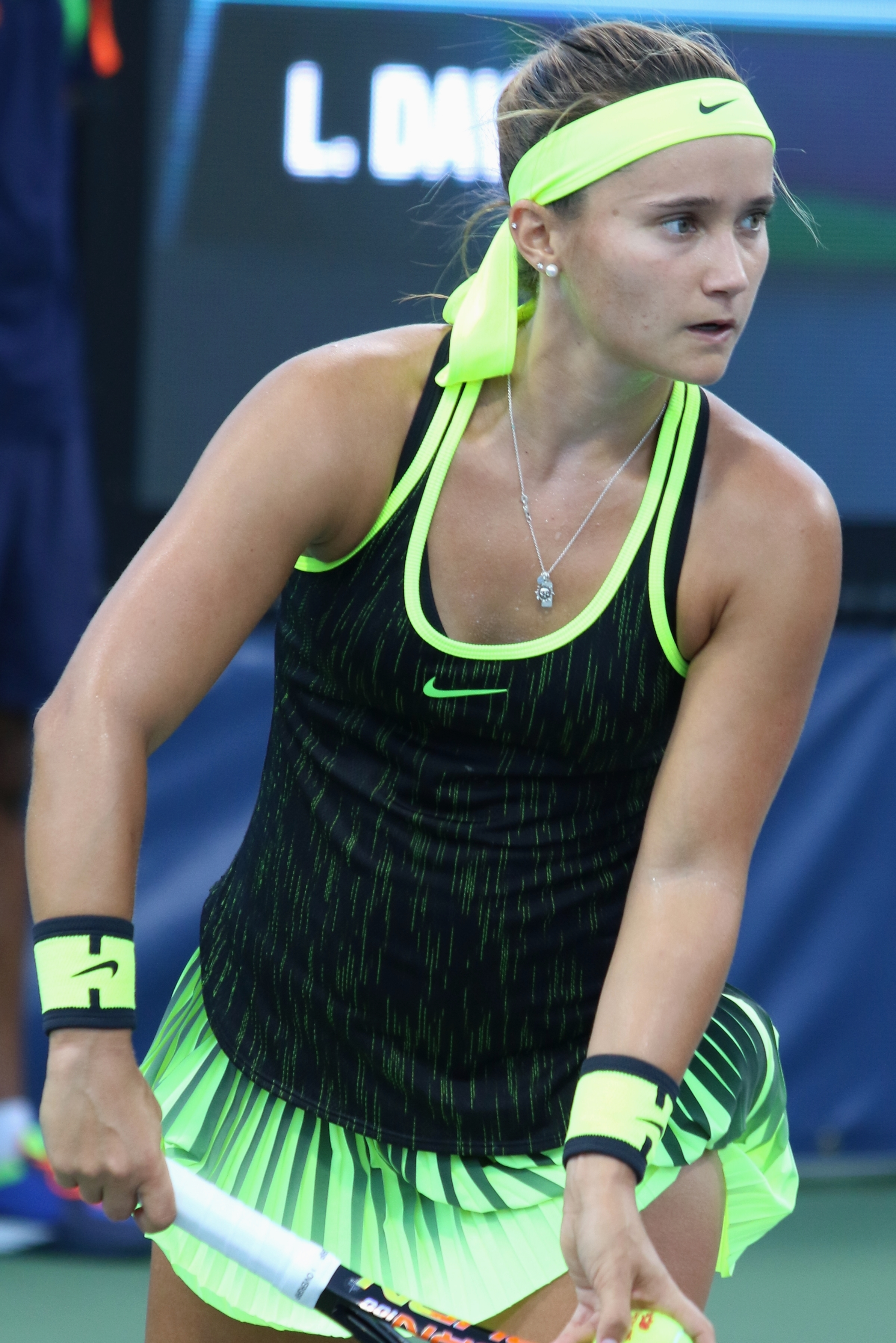
Lauren Davis (2016)

2016 erreichte Davis in Washington vor heimischer Kulisse ihr erstes WTA-Finale, in dem sie an Yanina Wickmayer scheiterte. Nur zwei Monate später stand sie beim Turnier in Québec als Qualifikantin erneut in einem Endspiel und verlor diesmal gegen Océane Dodin. Auch die abschließende Hallenplatzsaison verlief mit einer weiteren Halbfinalteilnahme in Luxemburg sowie dem Erreichen des Endspiels des $100.000-Turniers in Poitiers, in dem sie sich wiederum Dodin geschlagen geben musste, äußerst erfolgreich. Davis konnte die starke Form ins neue Jahr mitnehmen und gewann zum Auftakt in Auckland nach einem Finalsieg über Ana Konjuh bei ihrem dritten Anlauf ihren ersten WTA-Titel. Nach einer enttäuschenden Erstrundenniederlage 2017 bei den Australian Open kam sie in Doha und Dubai jeweils bis ins Viertelfinale, in Indian Wells zog sie in die vierte Runde ein, wo sie an Kristina Mladenovic scheiterte. Im Mai erzielte sie mit Position 26 ihre bislang beste Weltranglistenplatzierung. Die zweite Saisonhälfte verlief für Davis, die trotz ihres Aufstiegs in die Top 30 der Weltrangliste bei allen vier Grand-Slam-Turnieren in der ersten Runde ausschied, deutlich schwächer. Obwohl sie die Punkte aus dem Vorjahr nicht verteidigen konnte, schloss sie die Saison erstmals unter den 50 Besten der Welt ab.
Das Jahr 2018 begann mit dem Einzug in die dritte Runde der Australian Open zunächst vielversprechend für Davis. Dort bot sie der Weltranglistenersten Simona Halep der sie sich nach fast vier Stunden Spielzeit erst mit 13:15 im Finalsatz geschlagen geben musste, einen harten Kampf. Beide Spielerinnen stellten damit den Rekord für die meisten absolvierten Spiele in einem Hauptrundenmatch der Australian Open ein. Doch statt aus der gezeigten Leistung Selbstvertrauen zu schöpfen, gewann Davis für den Rest des Jahres keine einzige Partie mehr im Hauptfeld eines WTA-Turniers und stürzte zwischenzeitlich bis auf Ranglistenposition 250 ab. Erst im November meldete sie sich mit ihrem Finaleinzug beim Turnier der WTA Challenger Series in Houston, in dem sie Peng Shuai unterlag, wieder zurück. Über den ITF Circuit versuchte sie sich zu Beginn des neuen Jahres wieder in die Top 100 zurückzukämpfen. Nachdem sie in Bonita Springs ein Turnier der $100.000-Kategorie hatte gewinnen können, erhielt sie vom amerikanischen Tennisverband eine Wildcard fürs Hauptfeld der French Open, wo sie in die zweite Runde kam. In Wimbledon scheiterte sie in der Abschlussrunde des Qualifikationsturniers an Kristie Ahn, rückte aber als Lucky Loser nachträglich in die Hauptrunde und schlug dort in Runde zwei Titelverteidigerin Angelique Kerber in drei Sätzen. Es war ihr vierter und vorerst letzter Erfolg gegen eine Spielerin aus den Top 10. Durch eine weitere Zweitrundenteilnahme bei den US Open sowie den Einzug ins Halbfinale des WTA-Challenger-Turniers in New Haven konnte sie die Saison wieder in den Top 100 beenden.
Aus der coronabedingten Saisonunterbrechung 2020 kehrte Davis mit sechs Niederlagen in Folge auf die WTA Tour zurück. 2021 erzielte sie ihr bestes Saisonergebnis mit dem Einzug ins Halbfinale des WTA-Turniers in Nottingham. Zuvor war ihr bei den Volvo Car Open 2021 in Charleston gegen Sofia Kenin ihr insgesamt fünfter Sieg gegen eine Top-10-Spielerin gelungen. Auch beim Challenger-Turnier von Charleston kam Davis bis in die Vorschlussrunde und beendete das Jahr unter den 100 Besten der Welt.
2014 gab Davis bei der Viertelfinalpartie gegen Italien ihr Debüt für die Fed-Cup-Mannschaft der Vereinigten Staaten. Insgesamt hat sie für ihr Land drei Begegnungen bestritten, von denen sie eine gewinnen konnte (Einzelbilanz 0:2).

## Turniersiege

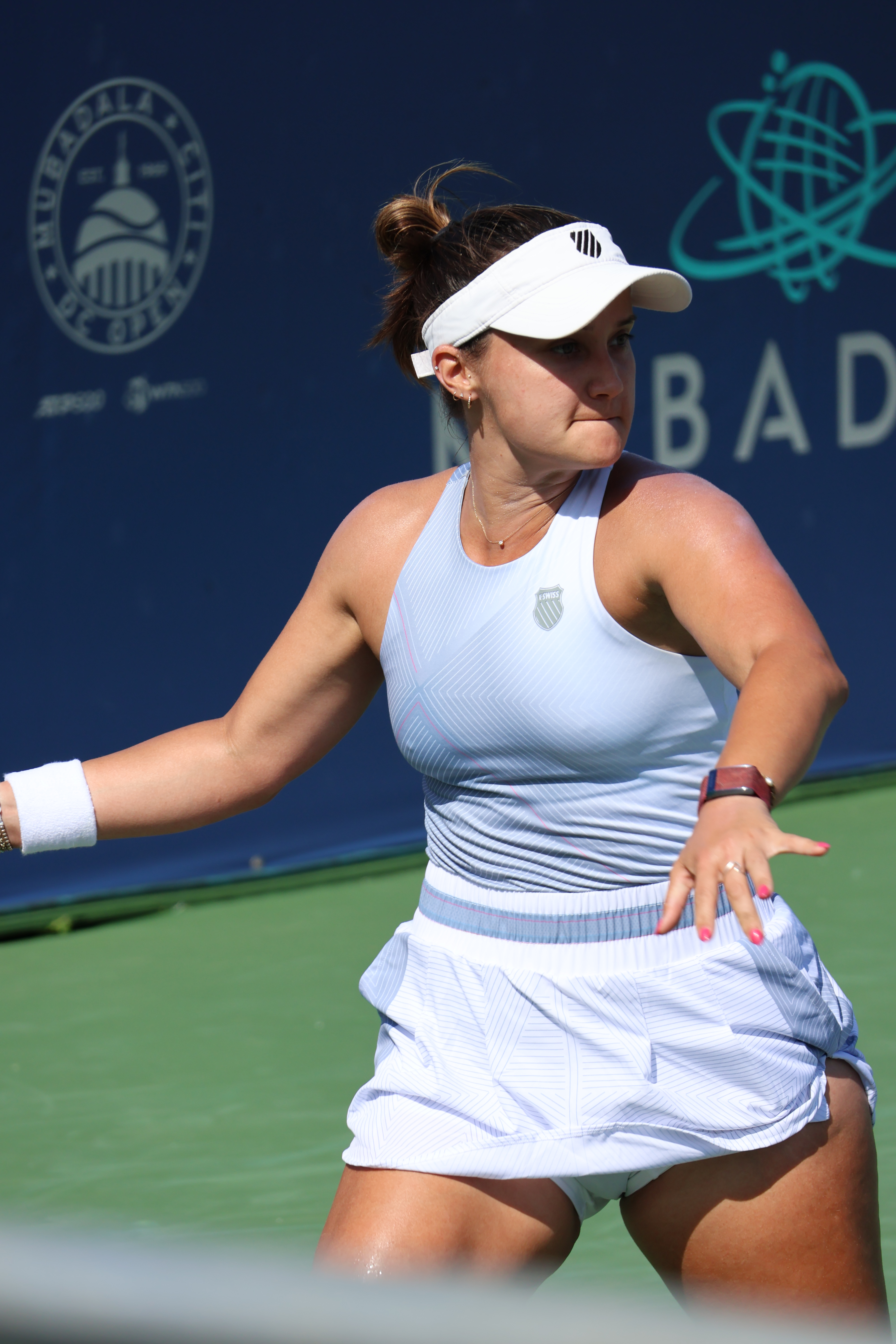
Lauren Davis (2023)

### Einzel
| Nr. | Datum              | Turnier        | Kategorie         | Belag             | Finalgegnerin          | Ergebnis       |
| --- | ------------------ | -------------- | ----------------- | ----------------- | ---------------------- | -------------- |
| 1.  | 10. Oktober 2010   | Williamsburg   | ITF $10.000       | Sand              | Līga Dekmeijere        | 6:0, 6:0       |
| 2.  | 31. Oktober 2010   | Bayamón        | ITF $25.000       | Hartplatz         | Madison Keys           | 7:65, 6:4      |
| 3.  | 3. Juli 2011       | Buffalo        | ITF $10.000       | Sand              | Nicole Gibbs           | 5:7, 6:2, 6:4  |
| 4.  | 17. Juli 2011      | Atlanta        | ITF $10.000       | Hartplatz         | Alexis King            | 1:6, 6:2, 6:2  |
| 5.  | 22. Januar 2012    | Plantation     | ITF $25.000       | Sand              | Gail Brodsky           | 6:4, 6:1       |
| 6.  | 29. September 2012 | Las Vegas      | ITF $50.000       | Hartplatz         | Shelby Rogers          | 6:75, 6:2, 6:2 |
| 7.  | 10. Februar 2013   | Midland        | ITF $100.000      | Hartplatz (Halle) | Ajla Tomljanović       | 6:3, 2:6, 7:62 |
| 8.  | 7. Januar 2017     | Auckland       | WTA International | Hartplatz         | Ana Konjuh             | 6:3, 6:1       |
| 9.  | 12. Mai 2019       | Bonita Springs | ITF W100          | Sand              | Ann Li                 | 7:5, 7:5       |
| 10. | 14. Januar 2023    | Hobart         | WTA 250           | Hartplatz         | Elisabetta Cocciaretto | 7:60, 6:2      |

## Abschneiden bei Grand-Slam-Turnieren

### Einzel
| Turnier         | 2011 | 2012 | 2013 | 2014 | 2015 | 2016 | 2017 | 2018 | 2019 | 2020 | 2021 | 2022 | 2023 | 2024 | 2025 | Karriere |
| --------------- | ---- | ---- | ---- | ---- | ---- | ---- | ---- | ---- | ---- | ---- | ---- | ---- | ---- | ---- | ---- | -------- |
| Australian Open | 1    | —    | 1    | 3    | 2    | 3    | 1    | 3    | Q1   | 2    | 1    | 1    | 2    | —    | —    | 3        |
| French Open     | —    | 2    | 1    | 1    | 1    | 1    | 1    | —    | 2    | 1    | 1    | —    | 2    | Q2   | Q1   | 2        |
| Wimbledon       | —    | —    | 1    | 3    | 2    | Q2   | 1    | Q1   | 3    |      | 2    | 2    | 1    | 1    | Q1   | 3        |
| US Open         | 1    | Q2   | 1    | 1    | 2    | 2    | 1    | Q1   | 2    | 1    | 2    | 3    | 2    | 1    |      | 3        |

Zeichenerklärung: S = Turniersieg; F, HF, VF, AF = Einzug ins Finale / Halbfinale / Viertelfinale / Achtelfinale; 1, 2, 3 = Ausscheiden in der 1. / 2. / 3. Hauptrunde; Q1, Q2, Q3 = Ausscheiden in der 1. / 2. / 3. Qualifikationsrunde; nicht ausgetragen

### Doppel
| Turnier         | 2011 | 2012 | 2013 | 2014 | 2015 | 2016 | 2017 | 2018 | 2019 | 2020 | 2021 | 2022 | 2023 | 2024 | Karriere |
| --------------- | ---- | ---- | ---- | ---- | ---- | ---- | ---- | ---- | ---- | ---- | ---- | ---- | ---- | ---- | -------- |
| Australian Open | —    | —    | —    | 1    | 1    | —    | 2    | 1    | —    | 2    | 1    | —    | —    | —    | 2        |
| French Open     | —    | —    | 2    | 1    | 1    | —    | 1    | —    | —    | 2    | 1    | —    | —    | 1    | 2        |
| Wimbledon       | —    | —    | —    | 1    | 2    | —    | 1    | —    | —    |      | 1    | 1    | 2    | 1    | 2        |
| US Open         | 1    | —    | 1    | 2    | —    | —    | 1    | —    | 1    | —    | 1    | —    | 1    | —    | 2        |